# Aokid
AOKID（アオキッド）は日本のダンサー。Aokid city所属。

## 経歴
1988年東京都生まれ。
高校生の頃よりブレイクダンスチーム廻転忍者の一員として活動。
大学入学後、活動の範囲をダンスに留まらずに展開、ドローイングや映像、イベントなど。一方で劇場やスペースでのコンテンポラリーダンス作品の創作も開始する。
2010年東京造形大学映画専攻卒業。
第12回1_WALLグラフィックグランプリ受賞。
主に他ジャンルの作家との共同制作によっての作品化を行っていて、また代々木公園などで様々なジャンルと集い発表を見せ合う”どうぶつえん”はプラットフォームのような機能を見せる。
ここ数年はギターと歌を用い簡単なフレーズと即興的な言葉で歌を歌うなどを通して、ジャンルを越えるというよりも境界線をならすような活動が全体として目指されている。

## 活動
- どうぶつえんシリーズ（2016〜）
- ストリートビール（2019〜）